# Patrick Bernhardt
Patrick Bernhardt (Wetzlar, 26 oktober 1971) is een Duits autocoureur.

## Carrière
Bernhardt nam deel aan het Duitse Formule 3-kampioenschap in 1993 en 1994 voor het team Volkswagen Motorsport. Hij nam ook deel aan het Duitse Super Touring Championship in 1994.
Bernhardt keerde terug naar het autoracen in 2000, toen hij deelnam aan hde Duitse Touring Car Challenge voor het team Hotfiel Sport in een Ford Focus, wat hij deed tot 2004. In 2000 eindigde hij als elfde en werd vierde in 2001. In 2003 werd hij tweede achter Claudia Hürtgen.
Hotfiel ging in 2005 aan het nieuwe WTCC deelnemen. Het grootste deel van het seizoen was Bernhardt de testcoureur van het team, maar reed wel in het laatste weekend, de Grand Prix van Macau, waarin hij 21e en 10e werd.